# Andreas Nilsson
Andreas Nilsson (Trelleborg, 12 de abril de 1990) es un jugador de balonmano sueco que juega de pívot en el Önnereds HK.
Fue internacional con la selección de balonmano de Suecia, con la que ganó la medalla de plata en los Juegos Olímpicos de Londres 2012.

## Palmarés

### Selección nacional
| Juegos Olímpicos   | Juegos Olímpicos | Juegos Olímpicos  | Juegos Olímpicos |
| Año                | Lugar            | Medalla           |                  |
| ------------------ | ---------------- | ----------------- | ---------------- |
| 2012               | Londres          | Medalla de plata  |                  |
| Campeonato Europeo |                  |                   |                  |
| Año                | Lugar            | Medalla           |                  |
| 2024               | Alemania         | Medalla de bronce |                  |

### Hamburgo
- Liga de Campeones de la EHF (1): 2013

### Veszprém
- Liga húngara de balonmano (6): 2015, 2016, 2017, 2019, 2023, 2024
- Copa de Hungría de balonmano (8): 2015, 2016, 2017, 2018, 2021, 2022, 2023, 2024
- Liga SEHA (5): 2015, 2016, 2020, 2021, 2022

## Clubes
- IFK Trelleborg (2007-2009)
- IFK Skövde (2009-2012)
- HSV Hamburg (2012-2014)
- MKB Veszprém (2014-2024)
- Önnereds HK (2024- )